# Villa Fiorita
Villa Fiorita – stacja metra w Mediolanie, na linii M2. Znajduje się na via Enrico Mattei, w miejscowości Cernusco sul Naviglio i zlokalizowana jest pomiędzy stacjami Cassina de’ Pecchi, a Cernusco sul Naviglio. Została otwarta w 1972.